# Brian Moriarty

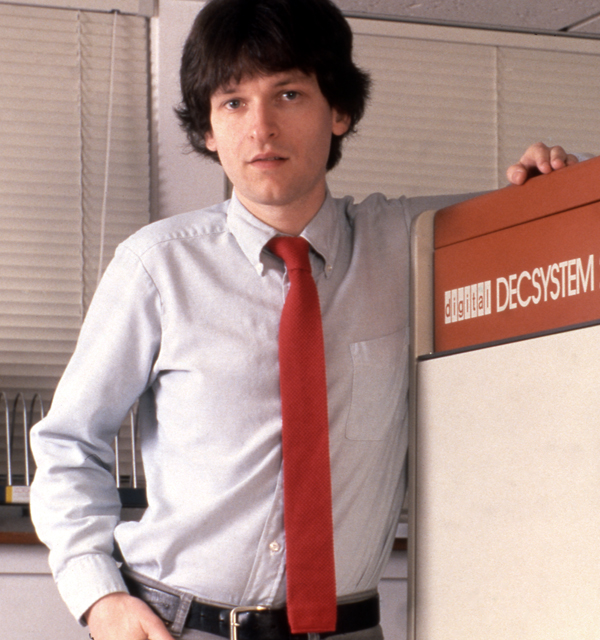
Brian Moriarty im Jahr 1984 neben Infocoms Großrechner DECSYSTEM-20

Brian J. Moriarty (* 1956) ist ein US-amerikanischer Game Designer. Bekannt ist er für seine Arbeiten für die Spieleentwickler Infocom und Lucasfilm Games in den 1980er-Jahren.

## Leben
1978 erwarb Moriarty einen Bachelor of Arts in Anglistik an der University of Massachusetts. Im selben Jahr begann er eine Tätigkeit als Verkäufer in einer RadioShack-Filiale in Worcester, wo er sich während der Arbeitszeit an einem TRS-80 Programmieren beibrachte. Später arbeitete er als technischer Redakteur für die Bose Corporation. 1981 erwarb er einen Atari 800 als ersten eigenen Computer. Strange Odyssey des US-Autors Scott Adams weckte seine Leidenschaft für Textadventures. Über einen Bekannten kam er 1982 an eine Redakteursstelle beim Computermagazin ANALOG Computing in Worcester, das sich schwerpunktmäßig mit Heimcomputern der Marke Atari beschäftigte. Moriarty war dort als Technikredakteur tätig. 1984 wechselte er zum renommierten Spielehersteller Infocom in das 70 Kilometer entfernte Cambridge, wo er zunächst als Anwendungsprogrammierer und später als Game Designer arbeitete.
Im April 1988 ging es Infocom finanziell so schlecht, dass Moriarty für den Besuch der Fachmesse West Coast Computer Faire den Flug selbst bezahlen musste. Bei einem Vortrag von Chris Crawford saß er neben Noah Falstein, der für Lucasfilm Games die erfolgreichen Spiele Koronis Rift und PHM Pegasus produziert hatte. Lucasfilm war im Vorjahr mit dem Grafikadventure Maniac Mansion finanziell sehr erfolgreich gewesen und suchte händeringend nach neuen Autoren für weitere derartige Spiele. Falstein war ein Fan von Moriartys Arbeiten für Infocom und wusste um die finanziellen Schwierigkeiten der Firma. Er kam mit Moriarty ins Gespräch, und dieser wechselte vier Monate später zu Lucasfilm.
1993 verließ Moriarty die kalifornische Spieleschmiede im Streit und heuerte noch im selben Jahr als Game Designer bei Rocket Science Games an. 1995 gründete er mit zwei Bekannten die Firma Mpath Interactive mit Sitz in Cupertino. Mpath war einer der technisch führenden Anbieter im noch jungen Markt der Onlinespiele. Moriarty fungierte in der Firma als „Head of Game Design“. Im Jahr 2000 geriet Mpath in finanzielle Schwierigkeiten und wurde 2001 an den Konkurrenten GameSpy verkauft. Moriartys nächste Station war die des Creative Director der Mobile-Games-Sparte des Technologiekonzerns Comverse Technology, später wechselte er in dieselbe Position beim Medienunternehmen Foundation 9 Entertainment.
Moriarty hat seit 2009 eine Informatik-Professur am Worcester Polytechnic Institute inne und unterrichtet dort Game Design. 2014 erwarb er an der Framingham State University seinen Master of Education. Er ist Mitglied der International Game Developers Association sowie als einer von nur wenigen Spieleautoren Mitglied der Science Fiction and Fantasy Writers of America.

## Werk
Während seiner Zeit bei ANALOG Computing veröffentlichte Brian Moriarty zwei Textadventures, die als Listings zum Abtippen in zwei Ausgaben des Magazins abgedruckt wurden: Adventure in the 5th Dimension (1983) und Crash Dive! (1984). Crash Drive beruht dabei auf der Idee eines 1982 von ANALOG Games (der Softwaresparte von ANALOG Computing) mit Plakaten beworben Actionspiels, dessen Programmierung allerdings nie begonnen wurde; Moriarty erstellte ein auf dem Thema des Konzepts basierendes Textadventure. Unmittelbar nach der Veröffentlichung von Crash Drive! verließ Moriarty die Firma. Zu diesem Zeitpunkt hatte er für ANALOG an einem an den Atari-Spielautomaten Quantum erinnernden Actionspiel mit dem Arbeitstitel Tachyon gearbeitet, das nach seinem Weggang jedoch nicht fertiggestellt wurde. Das Grundgerüst seiner beiden Textadventures wurde für mindestens drei weitere ANALOG-Spiele weiterverwendet, die von Clayton Walnum, Tom Hudson und Chris Smith geschrieben wurden.
Bei Infocom war Moriarty zunächst für die Wartung und Weiterentwicklung der hauseigenen Entwicklungsumgebung (Z-machine) zuständig und konvertierte sie für die Heimcomputer Commodore Plus/4 und Tandy Color. 1984 sammelte er erste Erfahrungen in punkto Design, als er kleinere Beiträge zum Spiel Seastalker beisteuerte. 1985 fokussierte er sich auf Game Design und stellte der Infocom-Geschäftsführung einen ersten Konzeptentwurf für Trinity vor, der aber zunächst als zu ambitioniert abgelehnt wurde. Sein erstes realisiertes Spiel für Infocom, Wishbringer, verkaufte etwa 100.000 Einheiten. Mit diesem Erfolg im Rücken machte er sich an Trinity, das 1986 veröffentlicht wurde. Es verkaufte knapp 50.000 Einheiten und war das weltweit erste Spiel, das für den neu erschienenen Heimcomputer Commodore 128 veröffentlicht wurde. Moriartys nächstes Projekt Beyond Zork erforderte eine Weiterentwicklung der Infocom-eigenen Spiel-Engine: Da reine Textadventures mittlerweile visuell anachronistisch wirkten und die Möglichkeiten moderner 16-Bit-Rechner ignorierten, ließ er die Verarbeitung veränderter Zeichensätze implementieren, um so grafische Elemente in die Spieloberfläche zu integrieren, und einige technische Details wie Mausunterstützung und eine Funktion zur Rücknahme von Spielzügen einbauen. Moriarty integrierte außerdem erstmals Rollenspiel-Elemente in ein Infocom-Spiel. Beyond Zork erschien im Oktober 1987 und verkaufte 45.000 Einheiten, was es zwar nicht zu einem dringend benötigten Hit, aber immerhin zum erfolgreichsten Infocom-Spiel des Jahres machte.
Bei Lucasfilm Games wurden Moriarty keine inhaltlichen Vorgaben gemacht, und er entwickelte das Skript zu Loom. Das 1990 veröffentlichte Grafikadventure wurde als innovativ gelobt, da es das komplizierte, Textadventures simulierende Interface von Maniac Mansion und Zak McKracken radikal vereinfachte, was für spätere Grafikadventures auch anderer Firmen zum Standard wurde. Kritiker verrissen das Spiel aber als zu leicht, zu kurz und zu düster, und die Verkaufszahlen (gut 500.000 Einheiten) blieben hinter den Erwartungen zurück, so dass eine angedachte Fortsetzung nicht in Angriff genommen wurde.
Für Moriarty sollte Loom das letzte von ihm verantwortete LucasArts-Spiel sein. Nach Loom arbeitete er an drei weiteren Adventures, die aber nicht über das Konzeptstadium hinauskamen, darunter mit Young Indiana Jones at the World's Fair ein Nachfolgeprojekt zu Indiana Jones and the Fate of Atlantis. Als Noah Falstein sein seit 1989 in Entwicklung befindliches Projekt The Dig aufgab, übernahm Moriarty das Ruder und überarbeitete das Konzept großflächig. Nachdem mehrere Meilensteine verfehlt wurden, wurde Moriarty das Projekt 1993 weggenommen. Etwa zur gleichen Zeit wurde sein Young-Indy-Projekt gestoppt, da die zugrunde liegende Fernsehserie Die Abenteuer des jungen Indiana Jones eingestellt wurde. Moriarty verließ daraufhin frustriert die Firma.
Bei Rocket Science Games verwandelte er 1994 ein Konzept des Comiczeichners Ron Cobb in den interaktiven Film Loadstar: The Legend of Tully Bodine. Einer der Programmierer, die an dem Spiel arbeiteten, war Elon Musk. In den 2000er-Jahren war er als Game Designer für das US-Studio ImaginEngine tätig, für das er fünf Spiele für Kinder und Jugendliche produzierte bzw. gestaltete.
Als Professor für Game Design veröffentlichte er eine Entwicklungsumgebung namens Perlenspiel, die in einem auf das Wesentliche reduzierten Universum die Grundlagen des Spieldesigns vermittelt.

## Rezeption
Das US-amerikanische Computerspielemagazin Next Generation bezeichnete Moriarty in einem 1996 veröffentlichten Interview zur Zukunft des Online-Spielemarkts als „einen der berühmtesten und respektiertesten Gamedesigner“, der für „einige der besten Textadventures verantwortlich (sei), die je erschaffen wurden“. Der Ludohistoriker Jimmy Maher urteilte in einer Beyond-Zork-Retrospektive, Moriarty sei rückwirkend betrachtet „der begnadetste Prosa-Stylist unter den (Infocom-Autoren, der) elegante Sätze webe, die (Beyond Zork) zu den besten generischen Fantasy-Geschichten zählen lasse“. Gamasutra zählt Moriartys Trinity zu den „7 works of interactive fiction that every developer should study“ (Sieben Interactive-Fiction-Werke, die jeder Spieleentwickler studieren sollte).
Moriartys Vorträge auf Branchenkonferenzen, insbesondere auf der Game Developers Conference, werden vielfach rezipiert. Während des Vortrags von 1999, der Who Buried Paul? (benannt nach der Verschwörungstheorie „Paul is dead“) betitelt war, stellte er die weithin beachtete These auf, dass die künstliche Intelligenz von NPCs bzw. Computergegnern deutlich fortschrittlicher wirke, als sie eigentlich programmiert wurde, wenn die NPCs bzw. Computergegner gelegentlich zufällige, nicht an die Aktionen des Spielers angelehnte Aktionen vollführen, da der Spieler diese Aktionen als taktisch fortgeschrittene Aktionen interpretiere. Sein GDC-Vortrag von 2002, The Secret of Psalm 46, wurde als Videomitschnitt in voller Länge (58 Minuten) als Easter Egg in das 2016 erschienene Adventure The Witness eingebaut und 2016 vom spanischen Comiczeichner Iván Sende in eine Graphic Novel umgewandelt. Im Vortrag von 2011, An Apology for Roger Ebert, vertrat Moriarty die provokante These, dass der Filmkritiker Roger Ebert mit seiner aus dem fachlichen Off geäußerten These, dass Computerspiele keine Kunst seien, Recht habe, was in zahlreichen Medien kontrovers diskutiert wurde. Beachtung erfuhr auch sein Vortrag von 2015, bei dem er eine retrospektive Analyse (postmortem) seines Klassikers Loom vornahm.

## Ludografie (Auswahl)
- 1983: Adventure in the 5th Dimension (ANALOG Computing)
- 1984: Crash Dive! (ANALOG Computing)
- 1985: Wishbringer (Infocom)
- 1986: Trinity (Infocom)
- 1987: Beyond Zork (Infocom)
- 1990: Loom (Lucasfilm Games)
- 1994: Loadstar: The Legend of Tully Bodine (Rocket Science Games)
- 2006: Catz (ImaginEngine)
- 2006: Dogz (ImaginEngine)
- 2007: American Girl: Julie Saves the Eagles (ImaginEngine)
- 2008: Cesar Millan's Dog Whisperer (ImaginEngine)
- 2009: Alvin and the Chipmunks: The Squeakquel (ImaginEngine)